# Jesse Jackson Jr.
Jesse Louis Jackson Jr. (ur. 11 marca 1965 w Greenville w Karolinie Południowej) – amerykański polityk, członek Partii Demokratycznej. Od 1995 do 2012 był przedstawicielem drugiego okręgu wyborczego w stanie Illinois do Izby Reprezentantów Stanów Zjednoczonych. Okręg ten zawiera przede wszystkim część południowych dzielnic miasta Chicago i jego południowo-zachodnie przedmieścia.
Jest synem Jesse Jacksona. Jego żoną jest Sandi Jackson, polityk lokalna (Chicago City Council). Służył jako współprezes kampanii wyborczej Baracka Obamy w 2008.
Wykształcony w szkołach prywatnych: Le Mans Academy, St. Albans School w stolicy kraju, jest absolwentem uniwersytetu North Carolina Agricultural and Technical State University, seminarium baptystycznego Chicago Theological Seminary, i prawnikiem wykształconym przez University of Illinois College of Law.
Młodszy Jesse Jackson był działaczem społecznym na rzecz międzynarodowych praw człowieka przed podjęciem kariery kongresmena. Jeszcze także brał udział w kampaniach wyborczych jego ojca na prezydenta USA, a następnie udzielał się politycznie w jego biurze organizacji National Rainbow Coalition.
Jako polityk współnapisał trzy książki na tematy polityczno-socjalne, w tym dwie z ojcem.
14 sierpnia 2013 sąd federalny w Waszyngtonie skazał Jacksona na 30 miesięcy więzienia za oszustwa podatkowe oraz sprzeniewierzenie funduszy wyborczych. Na 12 miesięcy skazana została żona polityka.